# Nordfjord
Le Nordfjord est un fjord du comté de Vestland en Norvège. Le site comprend les communes de Selje, Vågsøy, Bremanger, Eid, Gloppen, Hornindal, et Stryn.
Le fjord a une longueur d'environ 106 kilomètres long. Se trouve dans la région le lac du Stadhavet ainsi que le Jostedalbreen, le plus grand glacier d'Europe continentale. On trouve aussi dans la région le Hornindalsvatnet, qui avec ses 514 mètres est le lac européen le plus profond. À son extrémité ouest se trouve l'île de Bremangerlandet et les falaises de Hornelen. À proximité, le Cap Occidental, le territoire le plus à l'ouest de la Norvège, et le glacier Briksdal, particulièrement spectaculaire. Le ski peut être pratiqué une bonne partie de l'année sur les hauteurs de Stryn. Les communautés ici établies sont très anciennes, datant parfois de la période viking. 
Le Nordfjord est aussi l'un des districts historiques (landskaper) du pays.
Sainte Sunniva, patronne du diocèse de Bergen est morte à Selje.

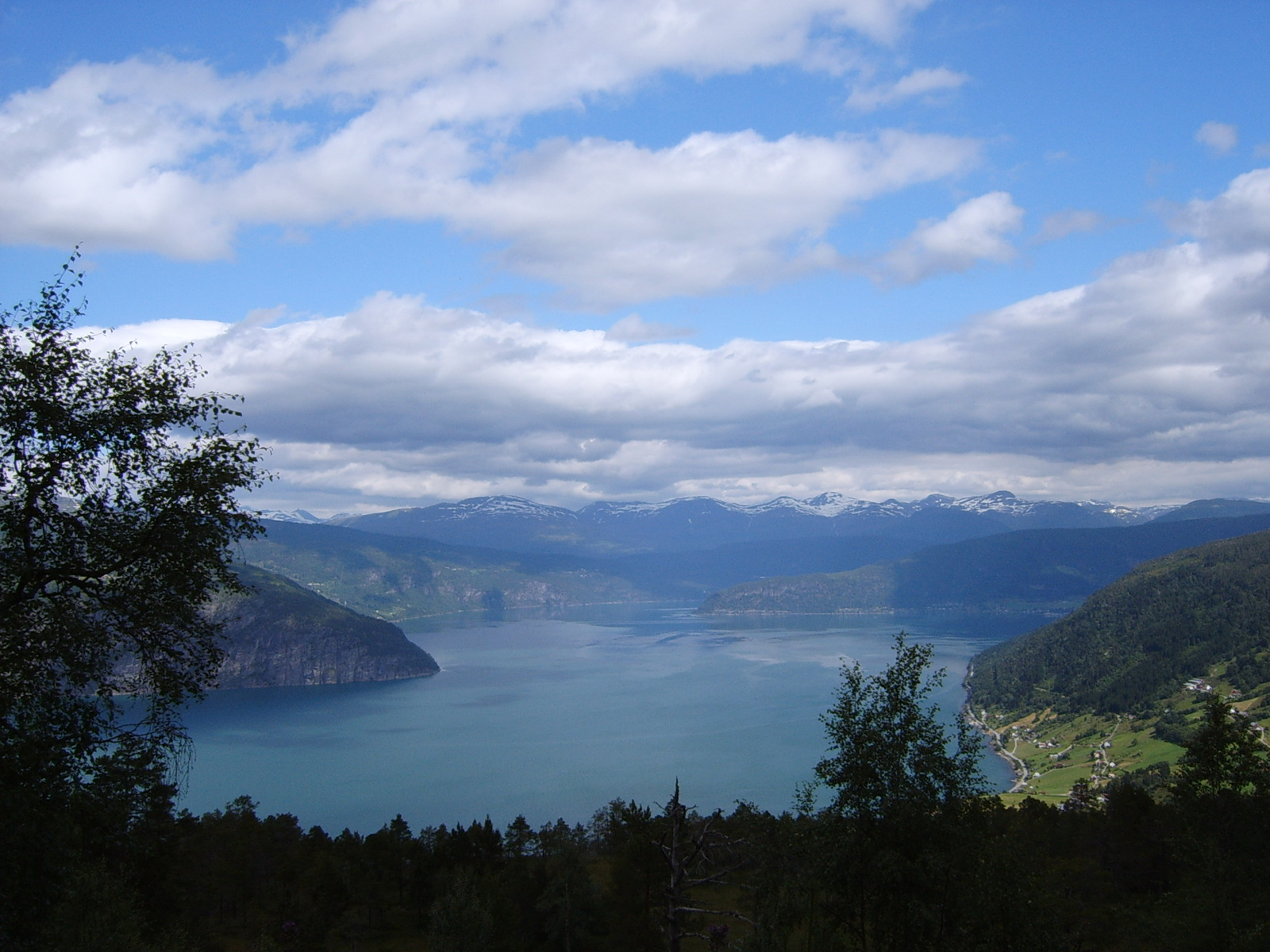
Le Nordfjord aux environs de Stryn